# Raquel Tamarit
Raquel Tamarit Iranzo (Sueca, Valencia, 31 de mayo de 1978) es una maestra y política española, ex-Consejera de Educación, Cultura y Deporte de la Generalidad Valenciana y miembro de Compromís. En junio de 2007 entró como regidora en el Ayuntamiento de Sueca, llegando a ser elegida alcaldesa en 2015. Desde 2019 desempeñó las responsabilidades de Secretaria Autonómica de Cultura y Deporte en la Consejería de Educación, Cultura y Deporte de la Generalidad Valenciana, el segundo escalafón en el organigrama de dicha institución por detrás del Consejero. En mayo de 2022 ascendió al cargo de Consejera de Educación, Cultura y Deporte después de que Vicent Marzà dejara el cargo.

## Biografía
Maestra con especialidad en lengua extranjera (inglés), Raquel Tamarit es diplomada en magisterio de educación primaria, comenzando su actividad docente en el curso 2000/01 como maestra de castellano en diferentes colegios de Reus y San Carlos de la Rápita. No fue hasta 2005 cuando comenzó a trabajar en la educación pública valenciana, obteniendo su plaza en propiedad en el CEIP El Perelló de Sueca en 2010. El 11 de mayo de 2022 fue elegida como sustituta de Vicent Marzà al frente de la Consejería de Educación, Cultura y Deporte.